# King of the Ants
King of the Ants is een Amerikaanse film uit 2003 van The Asylum met Chris McKenna.

## Verhaal
Een jonge man wordt door een groepje gangsters ingehuurd om een paar vuile klusjes op te knappen. Na afloop van zijn opdracht proberen de gangsters de man uit de weg te ruimen, maar dat blijkt niet zo makkelijk te zijn als ze hadden gedacht. De jongen besluit op zijn beurt keihard met de misdadigers af te rekenen.

## Rolverdeling
| Acteur            | Personage    |
| ----------------- | ------------ |
| Chris McKenna     | Sean Crawley |
| Kari Wuhrer       | Susan Gatley |
| George Wendt      | Duke Wayne   |
| Vernon Wells      | Beckett      |
| Lionel Mark Smith | Carl         |